# Abiskoa abiskoensis
Genre
Espèce
Synonymes
- Lepthyphantes abiskoensis Holm, 1945
- Lepthyphantes haniensis Zhu, Wen & Sun, 1986

Abiskoa abiskoensis, unique représentant du genre Abiskoa, est une espèce d'araignées aranéomorphes de la famille des Linyphiidae.

## Distribution
Cette espèce se rencontre  en zone paléarctique, dans le Nord de l'Europe et de l'Asie.

## Étymologie
Son nom d'espèce, composé de Abisko et du suffixe latin -ensis, « qui vit dans, qui habite », lui a été donné en référence au lieu de sa découverte, Abisko.

## Publications originales
- Holm, 1945 : Zur Kenntnis der Spinnenfauna des Torneträskgebietes. Arkiv for zoologi, vol. 36A, no 15, p. 1-80.
- Saaristo & Tanasevitch, 2000 : Systematics of the Bolyphantes-Poeciloneta genus-group of the subfamily Micronetinae Hull, 1920 (Arachnida: Araneae: Linyphiidae). Reichenbachia, vol. 33, p. 255-265.